# Nogueira-comum

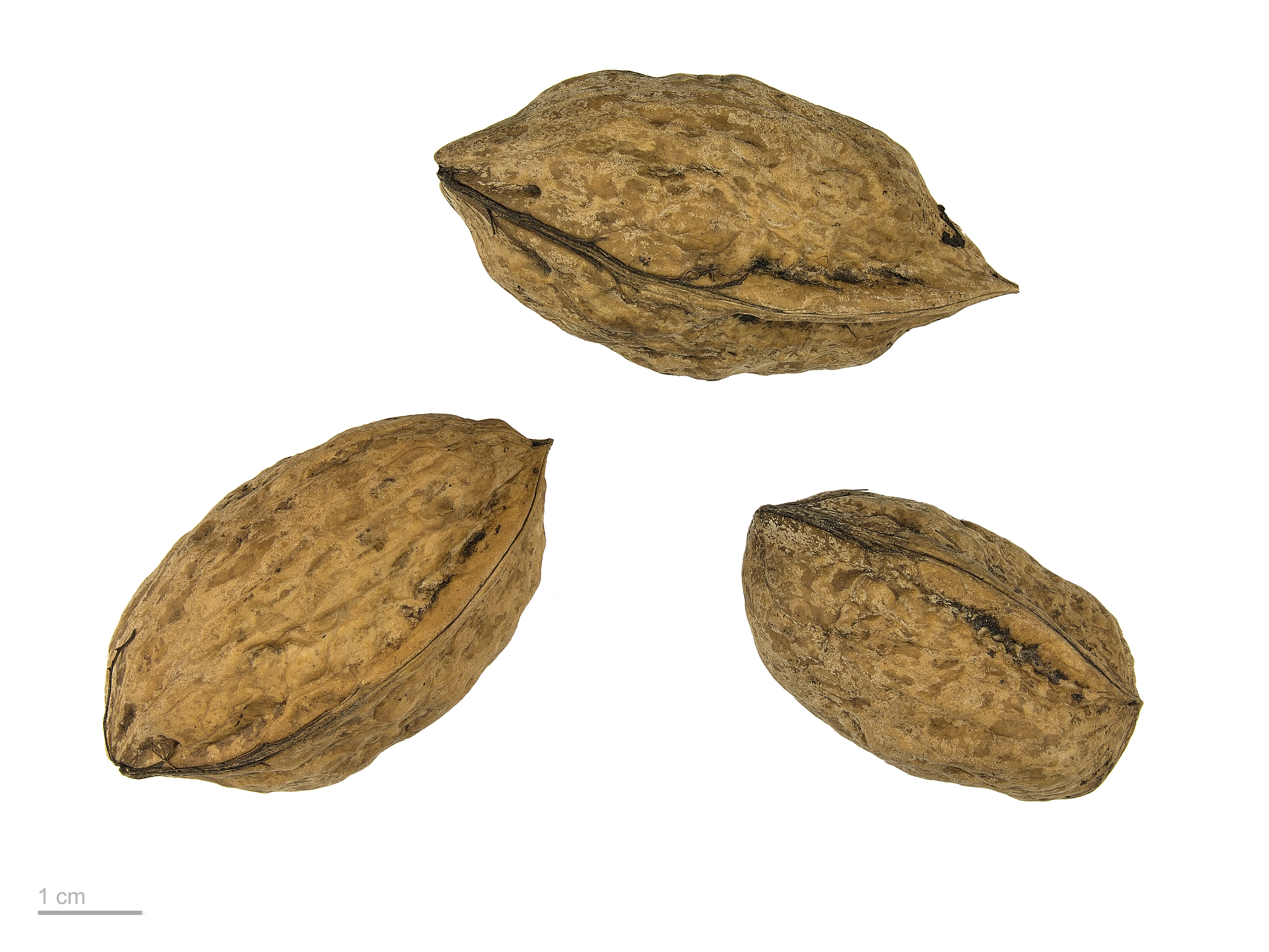
Juglans regia - MHNT

A nogueira-comum (Juglans regia L), cujo fruto se denomina noz inglesa, também chamada de noz persa, mas vulgarmente conhecido apenas por noz, é uma árvore que pode medir até 25 m, da família Juglandaceae, nativa da Europa e da Ásia, cuja madeira é de ótima qualidade. Suas folhas contêm um óleo aromático, além de possuir flores em amentos e frutos drupáceos, conhecidos como nozes, que são muito resistentes, com mesocarpo de sabor adstringente, endocarpo lenhoso, bivalve e dividido em quatro lojas com semente comestível, podendo ser ingeridas frescas ou secas.
A polpa do fruto também é usada para a produção de óleo de noz, que é também comestível.

## Ligações externas

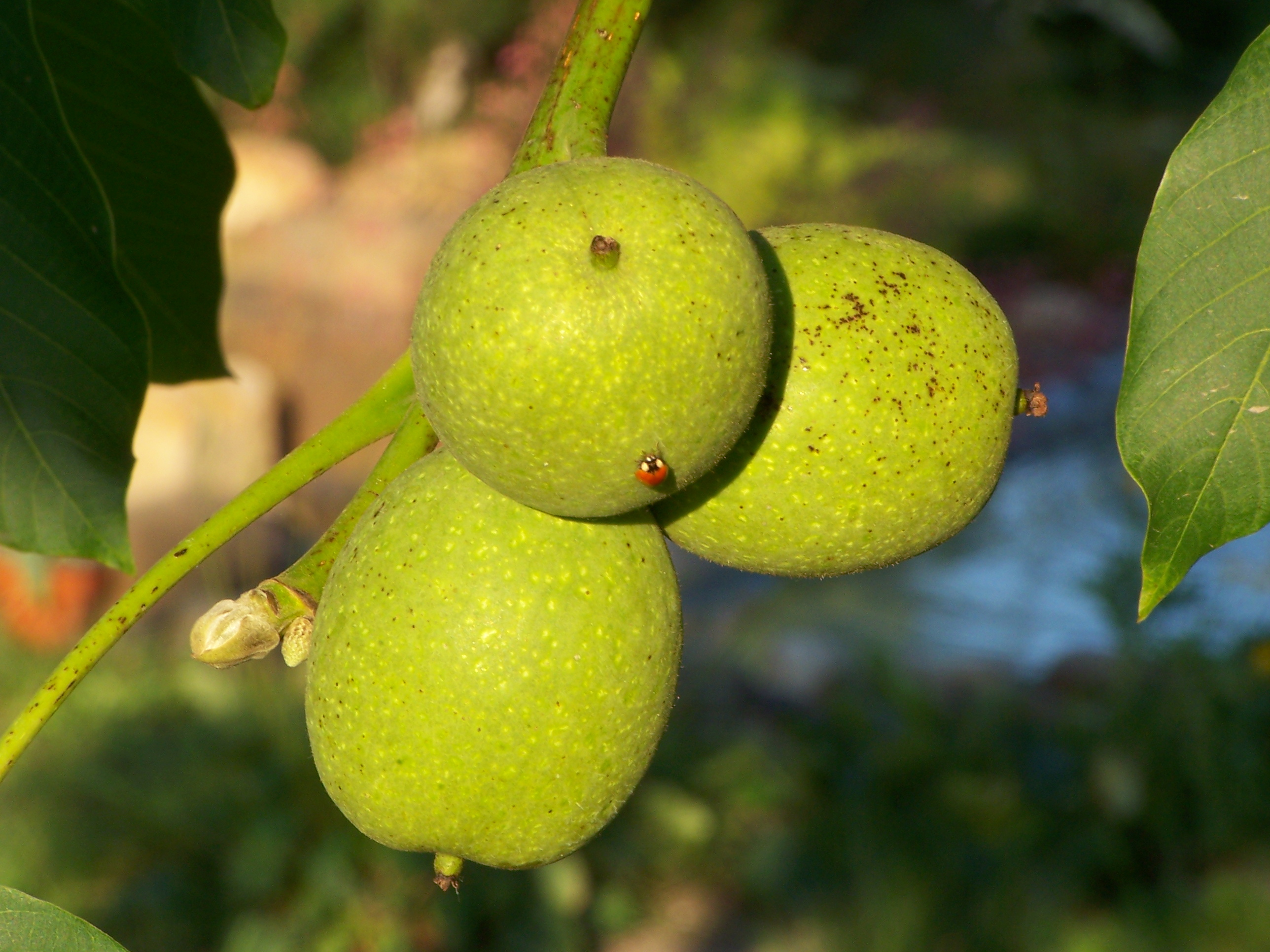
Nogueira-comum